# Aonidiella araucariae
Aonidiella araucariae är en insektsart som beskrevs av Costa Lima 1951. Aonidiella araucariae ingår i släktet Aonidiella och familjen pansarsköldlöss. Inga underarter finns listade i Catalogue of Life.